# اسامه بن لادن (فیل)
اسامه بن لادن نام فیل سرکشی بود که به نام رهبر تروریست اسامه بن لادن نام‌گذاری شده بود. او باعث مرگ دست‌کم ۲۷ تن و ویرانی دارایی در بخش سونیت پور ایالت هندی آسام بود. پس از دو سال پرسه زدن وحشیانه از ۲۰۰۴ تا ۲۰۰۶، فیل در پایان با برخورد گلوله کشته شد، هرچند برخی شک داشتند که جانور درست کشته شده است. دو فیل قاتل متوفی دیگر از سال ۲۰۰۶ به بعد نیز «اسامه بن لادن» و «لادن» نامیده شدند.

## حملات
اسامه بن لادن یک فیل سرکش فعال در ایالت هندی آسام، در نزدیکی بحالی و تزپور بود. مرکز ایالت، شهر گوآهاتی، در ۲۴۰ کیلومتر (۱۵۰ مایل) جنوب‌غرب بحالی قرار دارد. این استان جمعیت تخمینی حدود ۵٬۳۰۰ فیل آسیایی دارد.
این فیل که به نام اسامه بن لادن بود، در زمان یورش‌ها گمان می‌رفت که سن آن میان ۴۵ تا ۵۰ سال باشد. قد آن میان ۲٫۷ و ۳٫۰ متر (۹ و ۱۰ فوت) بود. در تابستان ۲۰۰۶ پس از آن که شمار کشته‌های او دو رقمی شد، به او وضعیت یک فیل «سرکش» داده شد. گفته شده است که او از آتش یا ترقه ترسی نداشت. در طی حملات، او ۲۷ تن در ایالت آسام را کشت که از این میان، ۱۴ تن شش ماه پیش از مرگش بودند.
گسترش فعالیت‌های انسانی و نابودی زیستگاه فیل‌ها منجر به این شد که فیل‌ها در سکونتگاه انسان‌ها به دنبال خوراک باشند. از سال ۲۰۰۱ تا ۲۰۰۶، ۲۵۰ تن در آسام توسط فیل‌ها کشته شدند؛ همچنین ساکنان روستاها نیز ۲۶۸ فیل را عمدتاً با سم کشته‌اند.

## مرگ
مقامات هندی در میانهٔ دسامبر ۲۰۰۶، دستور «شلیک به قصد کشتن» اسامه بن لادن را باشتاب تا پایان ماه صادر کردند. در ۱۸ دسامبر، اعلام شد که فیل به یک کشتزار چای در نزدیکی بحالی دیده شده است. ساکنان محلی روستا با استفاده از طبل و آتش فیل را در گوشهٔ کشتزار به دام انداختند. یک شکارچی به نام دیپن رام فوکون به فیل نزدیک شد، هرچند زمانی که فیل فهمید چه اتفاقی قرار است بیفتند، به او حمله‌ور شد و شکارچی به سرعت او را کشت. به گفتهٔ فوکون، «فیل به سوی من حمله‌ور شده بود و من به شلیک کردن ادامه می‌دادم. اگه چند یارد دیگر نزدیک بود از روی من رد می‌شد.» فیل کشته‌شده نیز به عنوان اسامه بن لادن تشخیص داده شد از آن‌جا که درازدندان نداشت.
با این حال مقامات نگران بودند که فیل کشته‌شده اسامه بن لادن نبود، زیرا مرگ او در فاصلهٔ قابل توجهی – ۸۰ کیلومتر (۵۰ مایل) – از جایی که قبلاً دیده شده بود رخ داد مقامات جنگلبانی به کشتن یک فیل بی‌گناه متهم شدند، در حالی که گروه‌های حفاظت از احتمال حملات انتقامی توسط دیگر فیل‌های همان گله نگران بودند.

## فیل‌های دیگر
پس از ۱۱ سپتامبر، روستایی‌های آسام فیل‌های آسیب‌زننده به کشتزارها یا خانه را اسامه بن لادن می‌نامیدند و آن‌ها را به چشم تروریست می‌دیدند. در سال ۲۰۰۸، یک فیل دیگر به نام «اسامه بن لادن» باعث مرگ ۱۱ تن شد و در جارکند با برخورد گلوله کشته شد. یک فیل دیگر به نام «لادن»، ۵ تن را کشت و پس از آن اسیر شد و در سال ۲۰۱۹ در اسارت مرد.

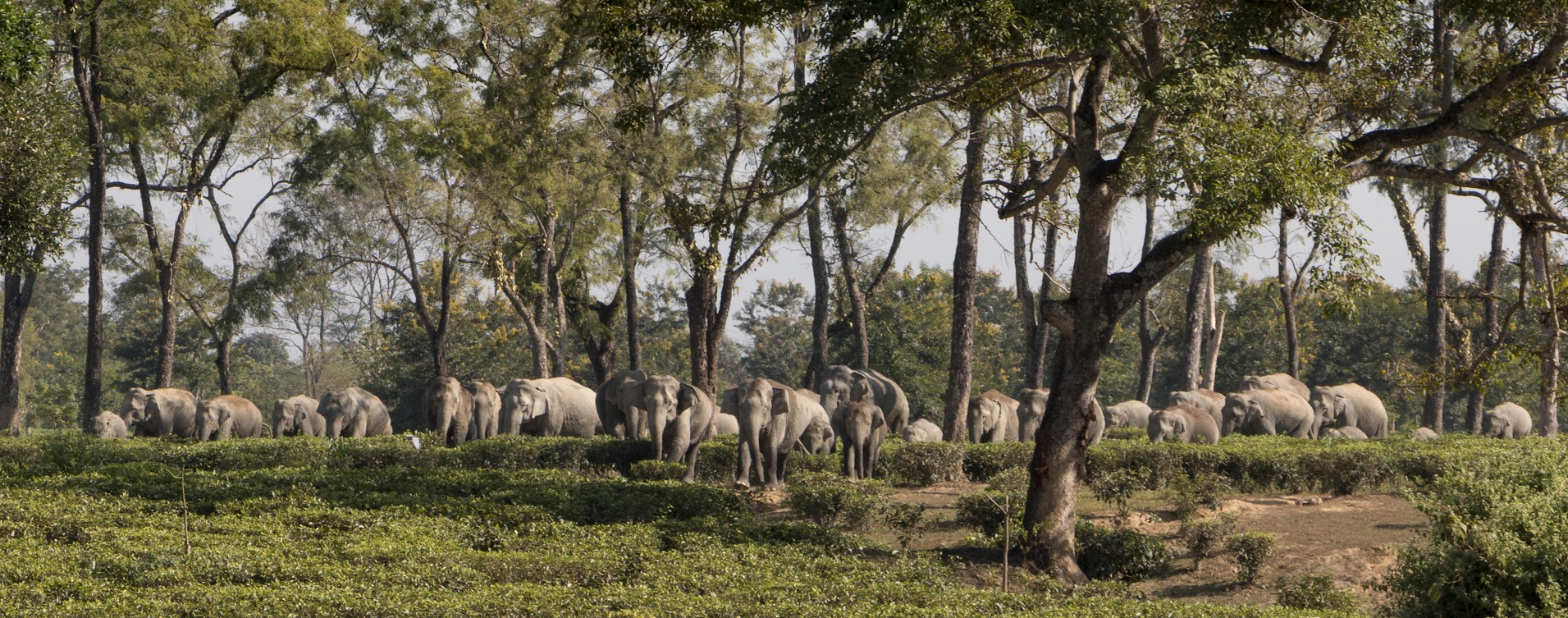
گله‌ای از فیل‌های وحشی در یک باغ چای فیل‌دوست در هند.